# 베지마이트
베지마이트(영어: Vegemite)는 오스트레일리아의 스프레드이다. 효모 추출물로 만든 짭조름하고 약간 쌉싸름한 진갈색 페이스트로, 주로 빵이나 크래커에 얇게 펴 발라 먹는다. 오스트레일리아의 국민 음식 가운데 하나로 여겨진다.

## 역사
1919년, 베지마이트(Vegemite)의 도입이 되기 전, 마마이트(Marmite)가 제 1차 세계 대전 이후 영국에서부터 수입이 중단되면서 호주 회사 프레드 워커 앤 코(Fred Walker & Co.)는 캘리스터(Callister)에게 맥주회사에서 쓰고 버려지는 효모를 사용해 스프레드를 만들도록 했다. 캘리스터는 프레드 워커(Fred Walker) 회장이 고용한 직원이었다. 베지마이트는 그 해 호주에 상표 등록을 했다. 캘리스터는 자가분해를 이용하여 효모세포를 분해했는데 이 원재료는 칼튼 앤 유나이티드(Carlton & United) 양조장에서 나온 맥주 찌꺼기로 만들었다. 깨끗한 액체 추출물을 농축해 소금과 셀러리, 양파 추출물을 혼합하여 끈적한 검은 스프레드로 만들었다.
이 새로운 스프레드의 이름을 찾기 위해 대회를 열었고, ‘베지마이트(Vegemite)’ 라는 이름은 프레드 워커의 딸인 실라(Sheilah)가 선택했다. 베지마이트는 1923년에 처음으로 시장에 출시되었고 아이들의 건강에 좋은 제품으로 강조하는 광고를 했지만 좋은 성적을 거두지는 못 했다. 마마이트(Marmite)와의 경쟁 심화를 직면하고 1928년부터 1935년까지 이 제품은 광고 슬로건 “마마이트 말고 파윌” (Marmite but Parwill)이라는 광고 슬로건으로 활용을 하기 위해 ‘파윌(Parwill)’로 이름을 변경했는데 이는 경쟁품을 상대로 난해한 말장난을 하기 위해서였다. “엄마는 ~할지 모르지만(Ma might)… 아빠는 ~할 것이다(Pa will)” 이 시도는 시장 점유율 확대는 실패했고 다시 베지마이트로 이름을 바꿨지만 잃어버린 시장 점유율은 회복하지 못했다.
1925년, 워커는 J.L. 크래프트 앤 브로스(J.L. Kraft & Bros)와 함께 합작 투자 회사로 ㈜크래프트 워커 치즈(Kraft Walker Cheese Co.)를 설립하여 가공 치즈를 시장에 내 놓았고 파윌(Parwill)의 실패 후 1935년에 크래프트 워커 치즈의 성공을 이용해 베지마이트를 홍보했다 판매 촉진을 위한 2년간의 홍보 기간 동안 크래프트 워커 치즈 상품을 사면 베지마이트를 덤(쿠폰 제공)으로 주었고 이것이 수입 미국 폰티악(Pontiac) 승용차가 경품으로 걸린 시 경연대회로 이어졌다. 1939년이 되어 베지마이트는 판매 실적에 반응을 보였고 베지마이트가 풍부한 비타민 B 공급원으로 영국 의학 협회에 공식 승인을 받았다. 제 2차 세계 대전 때 호주에 배급이 되었고 호주 군의 전투식량으로도 배급이 되었으며 1940년 후기엔 호주 10 가구 중 9 가구가 베지마이트를 이용했다.
1984년 4월, 115G(4.1 oz)짜리 베지마이트 병은 호주에서 첫 전자 스캔 결제 제품이었다.
베지마이트는 멜번 항에 있는 베이가 치즈사(Bega Cheese’s)(이전 몬덜리즈사(Mondelez’s)) 제조 시설에서 해마다 2,200만 병이 생산이 되었다. 캘리스터의 원 제조법 변형 없이 현재 베지마이트는 마마이트 및 기타 유사한 스프레드보다 훨씬 더 잘 팔리는 상품이다. 2008년 10월에 10억 번째 베지마이트병이 제조되었다.
베지마이트는 50년 이상 뉴질랜드에서도 제조되었지만 2006년 8월부터는 생산이 중단되었다.

## 같이 보기
- 마마이트